# Милош Вулић
Милош Вулић (Крушевац, 19. август 1996) српски је фудбалер. Игра  на средини терена, а тренутно наступа за ФК Напредак из Крушевца.

## Каријера
Вулић је фудбал почео да тренира у ФК Крушевац. Касније је прешао у Напредак и дебитовао у сениорском фудбалу у завршници такмичарске 2012/13. Из Напретка је 21. децембра 2018. прешао у Црвену звезду са којом је потписао трогодишњи уговор. Учествовао је у освајању две титуле првака Србије (2019, 2020) пре него што је у септембру 2020. године прешао у италијанског прволигаша Кротоне. Забележио је 25 првенствених наступа током такмичарске 2020/21. у Серији А али је клуб испао у нижи ранг такмичења. Вулић је провео и наредну сезону у Кротонеу, наступајући у Серији Б, а затим је још годину дана носио дрес Перуђе, још једног италијанског друголигаша. У августу 2023. се вратио у српски фудбал и потписао уговор са екипом ТСЦ из Бачке Тополе.
За сениорску репрезентацију Србије дебитовао је у јуну 2021. када је наступио на два пријатељска сусрета са Јамајком и Јапаном.

## Трофеји

### Црвена звезда
- Суперлига Србије (2) : 2018/19, 2019/20.